# 普陀山 (新北市)
普陀山位於台灣台北市平溪區，標高450公尺。山勢雖不甚高，但山形陡峭，緊鄰於東南方，與慈母峰（海拔410公尺）、東側素有「小黃山」之稱的孝子山（海拔360公尺）三岳連峰，且皆擁有獨特的山容與險峻的山勢，現已成為大台北近郊相當熱門的登山路線。